# Praia da Vila
Praia da Vila är en strand i Brasilien.   Den ligger i delstaten Santa Catarina, i den södra delen av landet, 1 400 km söder om huvudstaden Brasília.
Runt Praia da Vila är det i huvudsak tätbebyggt.